# Trichaphodioides schaumi
Trichaphodioides schaumi är en skalbaggsart som beskrevs av Edgar von Harold 1859. Trichaphodioides schaumi ingår i släktet Trichaphodioides och familjen Aphodiidae. Inga underarter finns listade i Catalogue of Life.